# Jean Ernest Kempnich
Jean Ernest Kempnich (1882-1978) est un résistant français. Son histoire est évoquée dans un film de René Clément Le Père tranquille où il est incarné par l'acteur Noël-Noël.

## Biographie

### Jeunesse et formation
Jean Ernest Kempnich naît à Landroff en Lorraine le 4 juillet 1882, durant la première annexion allemande. Fils d'Auguste Kempnich et de Marie Clausset, Jean Ernest Kempnich suit sa scolarité au village. Il commence à travailler chez différents maraîchers et horticulteurs, tout d'abord dans la région messine, puis à Nancy en 1902. Il travaillera ensuite dans la région parisienne, où il apprendra la culture des orchidées. Jean Ernest Kempnich poursuit ensuite sa formation en Angleterre, en se perfectionnant dans la culture sous serres. Revenu en Lorraine annexée, il s'installe dans la région messine.

### Première Guerre mondiale
En 1914, comme tous les Mosellans, il est mobilisé sous l'uniforme allemand, avant d'être démobilisé peu après pour assurer la production de légumes. Mobilisé une seconde fois en novembre 1916, il est envoyé sur le front russe à Riga. De nouveau démobilisé en 1917, Kempnich retrouve son activité horticole.

### Entre-deux-guerres
En 1919, Jean Ernest Kempnich commence son activité d'horticulteur, en se spécialisant dans le cyclamen et l'orchidée, avec un magasin "Au cyclamen", rue Serpenoise à Metz.

### Seconde Guerre mondiale
Après l'Annexion de la Moselle (1940), Kempnich entre en résistance, en devenant membre d'une filière d'évasion de prisonniers français. Tout au long de la guerre, il participe au renseignement et à partir d'octobre 1943, il joue un rôle important dans la résistance messine (FFI), en abritant notamment un poste émetteur. Inquiété à plusieurs reprises par les Allemands dès 1942, il figure sur une liste de déportation en 1943. Il réussit à se réfugier chez des amis en Alsace, mais le danger passé, il rejoint de nouveau Woippy. En 1944, les soupçons le concernant se précisent. Le 27 mai 1944, un bombardement américain qui devait anéantir l’usine Hobus-Werke manque sa cible, détruisant la propriété et les serres d’Ernest Kempnich, qui échappe par miracle à la mort. Après trois mois de combats, Metz est libérée. 

### Après guerre
Jean Ernest Kempnich siège au conseil municipal de Metz, alors dirigé par Gabriel Hocquard. Il reste conseiller municipal jusqu'en 1959. Pour ces faits de résistance, Jean Ernest Kempnich reçoit le « Diplôme d'honneur de la Résistance », la croix de guerre 1939-1945 avec palmes, avant d'être nommé Chevalier de la Légion d'honneur, le 10 juin 1952. 
Jean Ernest Kempnich s'éteindra le 1er janvier 1978, après avoir eu l'honneur de se voir incarné, en 1946, par l'acteur Noël-Noël, dans le film de René Clément intitulé Le Père tranquille. Une polémique naîtra après la sortie de ce film.

### Sources
- Notice sur memoresist.org
- Ernest Kempnich : un horticulteur dans la Résistance par Pierre Brasme.